# Іванов Олег Миколайович
Олег Миколайович Іванов (нар. 12 серпня 1948, Конотоп, Сумська область, УРСР) — радянський футболіст, воротар, російський міні-футбольний тренер. Головний тренер збірної Росії з міні-футболу в 2003-2008 роках.

## Життєпис
Іванов розпочинав футбольну кар'єру в московському «Динамо», де протягом декількох років був дублером Лева Яшина. У 1966 році у складі збірної СРСР поїхав на юнацький чемпіонат Європи (U-19), і саме він стояв на воротах у фінальному матчі. Зумівши залишити свої ворота в недоторканності, Олег допоміг збірній виграти чемпіонський титул (він був розділений зі збірною Італії, так як матч закінчився з рахунком 0:0, а післяматчеві пенальті тоді не практикувалися). У наступному році став володарем ще одного трофею — Кубка СРСР.
Майже не граючи в складі московського «Динамо», Іванов перейшов в інше «Динамо» — горьківське. Потім декілька років виступав за барнаульское «Динамо» і томське «Торпедо», після чого завершив кар'єру.
Наприкінці 1980-х років Іванов познайомився з новою грою — міні-футболом. Зацікавившись, він почав брати активну участь в її просуванні в СРСР. У 1991 році зайняв посаду начальника збірної СРСР з міні-футболу. Після декількох років роботи в міні-футбольної асоціації перейшов на тренерську роботу. Очоливши московський клуб «Інтеко», вивів його у Вищу лігу, потім тренував молодіжну збірну Росії, а в 2003 році очолив першу збірну країни.
Іванов очолював збірну Росії з міні-футболу на двох чемпіонатах Європи: в 2005 році він виграв з нею срібло, а в 2007 році - бронзу. Також він очолював збірну на Чемпіонаті світу 2008 року, після чого передав посаду Сергію Скоровіча.
Нині очолює дубль щолковського клубу «Спартак-Щолково».

## Досягнення

### Як гравця
- Кубок СРСР
  -  Володар (1): 1967

- Юнацький чемпіонат Європи
  -  Володар (1): 1966

### Як тренера
- Чемпіонат Європи
  -  Срібний призер (1): 2005
  -  Бронзовий призер (1): 2007

- Чемпіонат світу з футзалу
  - 1/2 фіналу (1): 2008